# Catedral del Señor Buen Jesús de los Remedios (Afogados da Ingazeira)
La Catedral del Buen Jesús de los Remedios o bien Catedral del Señor de los Remedios o alternativamente Catedral de Afogados da Ingazeira (en portugués: Catedral do Senhor Bom Jesus dos Remédios) es el nombre que recibe un edificio religioso afiliado a la Iglesia católica que se encuentra ubicado en la localidad de Afogados da Ingazeira, en el estado de Pernambuco en la región Nordeste del país sudamericano de Brasil.
El templo sigue el rito romano o latino y sirve como la iglesia madre o principal de la diócesis de Afogados da Ingazeira (Dioecesis Afogadensis de Ingazeira) que fue creada en 1956 mediante la bula "Qui volente Deo" del papa Pío XII.
Esta bajo la responsabilidad pastoral del obispo Egidio Bisol. Con la ayuda de las autoridades municipales se instaló en el templo en 2015 un sistema de iluminación con 24 puntos que usa tecnología LED.